# Luis Lobera de Ávila
Luis Lobera de Ávila o Luis Ávila de Lobera (Ávila, 1480 circa – Aranda de Duero, 1551) è stato un medico spagnolo. Dottore personale dell'imperatore Carlo V, scrisse il primo testo di anatomia mai stampato in Spagna.

## Biografia
Probabilmente discendente di una famiglia della nobiltà castigliana, studiò medicina a Parigi, all'Università della Sorbona, uno dei principali centri di avanguardia nello studio dell'anatomia alla sua epoca. Dopo il ritorno in patria e aver iniziato a praticare la professione di medico ad Ariza, la sua fama di ottimo guaritore lo portò a venire chiamato alla corte dell'imperatore Carlo V, che lo nominò suo "medico di camera". Seguendo il regnante, viaggiò per tutta l'Europa, assistendo anche di persona ai colloqui tra Carlo e Enrico VIII d'Inghilterra circa la questione dello Scisma anglicano.
Lobera fu uno dei primi medici spagnoli a pubblicare le proprie opere scientifiche interamente in lingua castigliana. Nel 1542, Lobera scrisse un trattato intitolato Vergel de sanidad, consistente di tre testi sull'igiene personale, la dietetica e dei consigli per preservare la propria salute durante i viaggi. Nello stesso anno venne alla luce Remedio de cuerpos humanos y silva de experiencias, tre libri in un volume dedicato completamente all'anatomia.

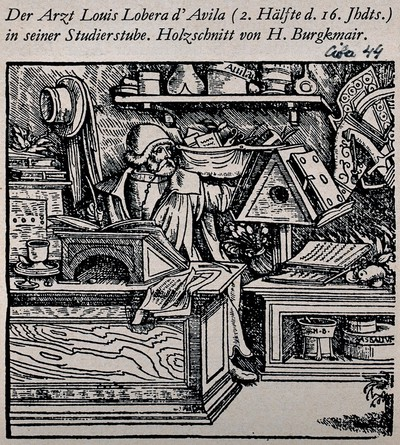
Stampa raffigurante Lobera de Ávila nel suo studio

Nella città di Toledo vennero stampate nel 1544 altre due opere di Lobera: il Libro de experiencias de medicina, dedicato al vescovo di Palencia, Luis Cabeza de Vaca, che consiste in una raccolta di formule per farmaci, e il Libro de las quatro enfermedades cortesanas, contenente cinque trattati su alcuni malesseri molto comuni nel periodo rinascimentale in Spagna: il reflusso gastroesofageo, la gotta, la sciatica e la calcolosi.
Nell'aprile 1545 si sposò, iniziando ad alternare i suoi soggiorni alla Corte reale con alcuni soggiorni in vari luoghi della  Castiglia, tra cui Aranda de Duero, dove morì nel 1551.

## Opere
- Vanquete de nobles cavalleros e modo de biuir desde que se leuantan hasta q[ue] se acuestan: y habla de Cada manjar que complexion y propiedad tiene e que daños y prouechos haze, e trata del regimiento curatiuo e preseruatiuo de las fiebres Pestilenciales e de la Pestilencia e otras cosas utilissimas nueuamente compuesto por el Doctor Luys de Auila (1530).
- Vergel de Sanidad... e modo de vivir desde que se levantan hasta que se acuestan, y habla de cada manjar, que complexión y propiedad tienen, que daños y provechos y hasta acerca del regimiento curativo e preservativo de las fiebres pestilenciales e de la pestilencia e otras cosas utilísimas (1542).
- Remedio de cuerpos humanos y silva de experiencias y otras cosas utilísimas (1542).
- Libro del regimiento de la salud, y de la esterilidad de los hõbres y mugeres, y d'las efermedades d'los niños y otras cosas vtilissimas (1530, otra ed. 1551).
- Libro de las quatro enfermedades cortesanas (catarro o rheuma, la gota, la calculosis renal y la sífilis o mal de bubas, que era considerado el más cortesano de todos los males).